# Lindemineermot
De lindemineermot (Stigmella tiliae) is een vlinder uit de familie van de dwergmineermotten (Nepticulidae). De wetenschappelijke naam werd gepubliceerd in 1856 door Heinrich Frey.
De soort komt voor in Europa.